# 愛媛県指定文化財一覧
愛媛県指定文化財一覧（えひめけんしていぶんかざいいちらん）は、愛媛県指定の文化財や史跡等を一覧形式でまとめたものであるが、全てを掲載しているわけではない。

## 有形文化財

### 建造物
- 大山祇神社上津社社殿 〔今治市大三島町宮浦〕 1954年11月24日指定
- 大山祇神社十七社社殿 〔今治市大三島町宮浦〕 1954年11月24日指定
- 神輿 〔今治市大三島町宮浦〕 1954年11月24日指定
- 湯釜 〔松山市道後公園〕 1954年11月24日指定
- 七重石塔 〔西条市福武〕 1954年11月24日指定 ※金剛院
- 石造五重塔 〔伊予市大平曽根〕 1954年11月24日指定
- 板碑 〔松山市小浜〕 1954年11月24日指定
- 円明寺八脚門 〔松山市和気1丁目〕 1956年11月3日指定
- 円明寺厨子 〔松山市和気1丁目〕 1956年11月3日指定
- 国津比古命神社楼門 〔松山市八反地〕 1957年12月14日指定
- 石造宝篋印塔 〔今治市玉川町桂〕 1957年12月14日指定 ※宝蔵寺
- 石造宝篋印塔 〔今治市玉川町畑寺〕 1957年12月14日指定 ※光林寺
- 麟鳳閣 〔大洲市新谷町〕 1961年3月30日指定
- 三島神社拝殿 〔久万高原町菅生〕 1962年11月1日指定
- 霊岩寺薬師堂内厨子及び須弥壇 〔砥部町岩谷口〕 1964年3月27日指定
- 別宮大山祇神社拝殿 〔今治市別宮町3丁目〕 1965年3月29日指定
- 雲門寺厨子 〔松山市本谷〕 1965年12月24日指定
- 大洲城下台所 〔大洲市大洲〕 1968年3月8日指定
- 八幡神社本殿・拝殿 〔久万高原町直瀬〕 1968年3月8日指定
- 明教館 〔松山市持田町2丁目〕 1969年2月18日指定
- 稲荷神社楼門 〔伊予市稲荷〕 1969年2月18日指定
- 瑞応寺大転輪蔵 〔新居浜市山根町〕 1970年3月27日指定
- 石鳥居遺構 〔伊予市中山町中山〕 1970年3月27日指定 ※永木三島神社
- 石造宝篋印塔 〔松山市八反地〕 1976年4月16日指定 ※宗昌寺
- 満願寺石塔 〔今治市朝倉下〕 1980年3月21日指定
- 禅蔵寺薬師堂 〔宇和島市津島町上畑地〕 1982年3月19日指定
- 萬翠荘 〔松山市一番町3丁目〕 1985年2月15日指定
- 臥龍山荘臥龍院及び不老庵 〔大洲市大洲〕 1985年2月15日指定
- 興願寺三重塔 〔四国中央市三島宮川〕 2004年4月16日指定
- 興隆寺三重塔 〔西条市丹原町古田〕 2004年4月16日指定
- 正法寺観音堂 〔宇和島市三間町黒井地〕 2004年4月16日指定

### 絵画
- 富田知信画像 〔宇和島市宇和津町1丁目〕 1954年11月24日指定 ※大隆寺
- 富田信高画像 〔宇和島市宇和津町1丁目〕 1954年11月24日指定 ※大隆寺
- 大山祇神社古図 〔今治市大三島町宮浦〕 1959年12月25日指定 ※大山祇神社
- 紙本金地著色柳橋図 〔今治市国分〕 1965年3月29日指定 ※伊予国分寺
- 絹本著色弘法大師像 〔松山市太山寺町〕 1965年4月2日指定 ※太山寺
- 絹本及び毛髪地著色仏涅槃図 〔松山市石手2丁目〕 1965年4月2日指定 ※石手寺
- 絹本墨画騎獅文殊図 〔大洲市中村〕 1965年4月2日指定
- 絹本著色釈迦三尊及び十六羅漢図 〔大洲市柚木〕 1965年4月2日指定 ※如法寺
- 絹本著色月庵宗光像 〔松山市上難波〕 1965年4月2日指定 ※最明寺
- 絹本著色稚児大師像 〔今治市玉川町畑寺〕 1965年4月2日指定 ※光林寺
- 絹本著色虎関師錬像 〔西予市宇和町常定寺〕 1965年4月2日指定 ※常定寺
- 絹本著色回塘和尚像 〔西予市字和町常定寺〕 1965年4月2日指定 ※常定寺
- 絹本著色熊野曼荼羅図 〔西予市宇和町明石〕 1965年4月2日指定 ※明石寺
- 涅槃像及び両界曼荼羅 〔西条市壬生川広江〕 1970年3月27日指定 ※徳蔵寺
- 製茶風俗図屏風 〔松山市堀之内〕 1980年3月21日指定

### 彫刻
- 木造釈迦如来坐像 〔松山市下伊台町〕 1954年11月24日指定 ※西法寺
- 木造御神像 〔八幡浜市宮内〕 1956年11月3日指定 ※三島神社
- 木造薬師如来坐像 〔西条市北条〕 1957年12月14日指定 ※金性寺
- 木造阿弥陀如来坐像 〔西予市宇和町小野田〕 1957年12月14日指定 ※極楽寺
- 木造地蔵菩薩立像 〔大洲市柚木〕 1962年3月23日指定 ※如法寺
- 木造毘沙門天立像 〔松山市庄〕 1962年11月1日指定
- 木造阿弥陀如来立像 〔松山市高田〕 1963年5月31日指定 ※光徳院
- 木造聖観音菩薩立像 〔松山市高田〕 1963年5月31日指定 ※光徳院
- 木造十一面観音立像 〔松山市久保田町〕 1965年4月2日指定 ※安楽寺
- 木造金剛力士立像 〔松山市石手2丁目〕 1965年4月2日指定 ※石手寺
- 木造不動明王及び二童子立像 〔松山市石手2丁目〕 1965年4月2日指定 ※石手寺
- 木造天人面 〔松山市石手2丁目〕 1965年4月2日指定 ※石手寺
- 木造獅子頭 〔松山市石手2丁目〕 1965年4月2日指定 ※石手寺
- 木造阿弥陀三尊像のうち両脇侍立像 〔松山市和気1丁目〕 1965年4月2日指定 ※円明寺
- 木造阿弥陀如来坐像 〔松山市浄瑠璃町〕 1965年4月2日指定 ※八坂寺
- 木造舞楽面 〔宇和島市伊吹町〕 1965年4月2日指定 ※八幡神社
- 木造兜跋毘沙門天立像 〔大洲市手成〕 1965年4月2日指定 ※金竜寺
- 木造吉祥天立像 〔大洲市手成〕 1965年4月2日指定 ※金竜寺
- 木造十一面観音立像 〔四国中央市金田町〕 1965年4月2日指定 ※三角寺
- 木造大日如来坐像 〔西条市小松町石鎚〕 1965年4月2日指定 ※横峰寺
- 木造釈迦如来坐像 〔大洲市長浜町豊茂〕 1965年4月2日指定 ※出石寺
- 木造阿弥陀如来及び両脇侍立像 〔内子町古田〕 1965年4月2日指定 ※宗光寺
- 木造大日如来坐像 〔宇和島市三間町則〕 1965年4月2日指定 ※仏木寺
- 銅造誕生釈迦仏立像 〔愛南町平城〕 1965年4月2日指定
- 銅造如来立像 〔西条市丹原町古田〕 1965年12月24日指定 ※興隆寺
- 木造菩薩面 〔松山市石手2丁目〕 1968年3月8日指定 ※石手寺
- 木造薬師如来坐像 〔宇和島市津島町岩淵〕 1968年3月8日指定 ※満願寺
- 木造観世音菩薩坐像 〔宇和島市津島町岩淵〕 1968年3月8日指定 ※満願寺
- 木造童形御神像 〔宇和島市津島町高田〕 1968年3月8日指定 ※高田八幡神社
- 木造薬師如来立像 〔宇和島市薬師谷〕 1970年3月27日指定
- 木造御神像 〔今治市玉川町八幡〕 1970年3月27日指定 ※石清水八幡神社
- 木造聖観音菩薩立像 〔東温市山之内〕 1976年4月6日指定 ※福見寺
- 木造随身立像 〔東温市則之内〕 1976年4月6日指定 ※三島神社
- 木造文殊菩薩坐像 〔松山市八反地〕 1976年4月16日指定 ※宗昌寺
- 木造大蟲禅師坐像 〔松山市八反地〕 1976年4月16日指定 ※宗昌寺
- 木造大暁禅師坐像 〔松山市下難波〕 1977年4月15日指定 ※大通寺
- 木造薬師如来坐像 〔新居浜市高木町〕 1979年9月14日指定 ※河内寺
- 木造弘法大師坐像 〔宇和島市三間町則〕 1979年9月14日指定 ※仏木寺
- 木造千手観音立像 〔松山市米之野〕 1980年3月21日指定 ※高縄寺
- 金銅誕生仏立像 〔松山市善応寺〕 1980年3月21日指定 ※善応寺
- 木造釈迦如来及び両脇侍坐像 〔松山市善応寺〕 1983年3月11日指定 ※善応寺
- 木造菩薩坐像 〔鬼北町大字芝〕 2007年2月20日指定 ※等妙寺

### 工芸品
- 太刀（銘国継） 〔新居浜市庄内〕 1955年11月4日指定
- 金幣 〔西予市宇和町卯之町〕 1955年11月4日指定 ※三島神社
- 銅印（伊予軍印） 〔四国中央市土居町天満〕 1956年11月3日指定 ※八雲神社
- 懸仏 〔八幡浜市保内町宮内〕 1956年11月3日指定 ※保内・三島神社
- 太刀（銘一嘉元二年三月日） 〔今治市通町〕 1959年3月31日指定
- 短刀（銘備州長船兼光） 〔四国中央市三島宮川〕 1959年3月31日指定
- 短刀（銘井上真改） 〔四国中央市三島宮川〕 1959年3月31日指定
- 刀（銘備前國長船勝光児嶋ニテ作） 〔四国中央市三島宮川〕 1959年3月31日指定
- 短刀（銘備中国住次吉作附短刀拵） 〔今治市通町〕 1959年5月4日指定
- 太刀（銘備前国以下切） 〔新居浜市一宮町〕 1959年5月4日指定
- 能面､能衣裳､狂言面､葛帯など 〔松山市丸之内〕 1959年12月25日指定 ※東雲神社
- 長柄銚子 〔今治市大三島町宮浦〕 1959年12月25日指定 ※大山祇神社
- 脇差（銘豫州松山住長国） 〔松山市泉町〕 1964年3月27日指定
- 太刀（無銘） 〔新居浜市土橋〕 1964年3月27日指定
- 三十三燈台 〔久万高原町菅生〕 1964年3月27日指定 ※大宝寺
- 刀（銘豫陽大洲臣織簾郷圀良） 〔松山市南久米〕 1964年3月27日指定
- 大壇 〔松山市石手2丁目〕 1965年4月2日指定 ※石手寺
- 礼盤 〔松山市石手2丁目〕 1965年4月2日指定 ※石手寺
- 梵鐘 〔松山市味酒町2丁目〕 1965年4月2日指定 ※大林寺
- 梵鐘 〔松山市太山寺町〕 1965年4月2日指定 ※太山寺
- 銅銭承和昌宝 〔新居浜市黒島〕 1965年4月2日指定 ※明正寺
- 金銅密教法具 〔新居浜市黒島〕 1965年4月2日指定 ※明正寺
- 金銅経筒 〔伊予市大平〕 1965年4月2日指定
- 梵鐘 〔西条市北条〕 1965年4月2日指定 ※長福寺
- 孔雀文磬 〔西条市小松町新屋敷〕 1965年4月2日指定 ※宝寿寺
- 金銅蔵王権現御正体 〔西条市小松町石鎚〕 1965年4月2日指定 ※横峰寺
- 木造貼付彩色前机 〔今治市玉川町桂〕 1965年4月2日指定 ※宝蔵寺
- 食籠 〔宇和島市吉田町立間尻〕 1965年4月2日指定 ※大信寺
- 備前焼大甕 〔大洲市手成〕 1966年4月5日指定 ※西禅寺
- 神鏡 〔四国中央市新宮町新宮〕 1966年4月5日指定 ※熊野神社
- 銅三鈷鈴 〔松山市石手2丁目〕 1968年3月8日指定 ※石手寺
- 太刀（銘一） 〔松山市北持田町〕 1968年3月8日指定
- 太刀（銘備中国住家次作） 〔松山市北持田町〕 1968年3月8日指定
- 太刀（銘正恒） 〔新居浜市沢津〕 1968年3月8日指定
- 瓶子 〔宇和島市津島町高田〕 1968年3月8日指定 ※高田八幡神社
- 脇差（銘肥後守藤原輝廣） 〔松山市北持田町〕 1971年4月6日指定
- 脇差（銘豫州松山住長国） 〔松山市平和通〕 1971年4月6日指定
- 刀（銘豫大洲藩岡本治郎九郎源隆國） 〔大洲市大洲〕 1971年4月6日指定
- 和鏡 〔今治市神宮〕 1979年3月20日指定 ※野間神社
- 鰐口 〔久万高原町西明神〕 1979年3月20日指定 ※高殿神社

### 書跡・典籍・古文書
- 八幡愚童記 〔八幡浜市矢野町〕 1955年11月4日指定 ※八幡神社
- 善応寺文書 〔松山市善応寺〕 1955年11月4日指定 ※善応寺
- 興隆寺文書 〔西条市丹原町古田〕 1955年11月4日指定 ※興隆寺
- 観念寺文書 〔西条市上市〕 1956年11月3日指定 ※観念寺
- 大山祇神社文書 〔今治市大三島町宮浦〕 1956年11月3日指定 ※大山祇神社
- 三島家文書 〔今治市大三島町宮浦〕 1956年11月3日指定 ※大山祇神社
- 国分寺文書 〔今治市国分〕 1957年12月14日指定 ※伊予国分寺
- 西禅寺文書 〔大洲市手成〕 1957年12月14日指定 ※西禅寺
- 能寂寺文書 〔今治市五十嵐〕 1964年3月27日指定 ※浄寂寺
- 大般若経 〔四国中央市新宮町新宮〕 1966年4月5日指定 ※熊野神社
- 高田八幡文書 〔宇和島市津島町高田〕 1968年3月8日指定 ※高田八幡神社
- 顕手院文書 〔西予市城川町魚成〕 1971年4月6日指定 ※顕手院
- 鴫山菊池家文書 〔西予市宇和町卯之町〕 2009年3月31日指定

### 考古資料
- 細形銅剣 〔西条市丹原町今井〕 1959年3月31日指定 ※福岡八幡神社
- 石経 〔松山市善応寺〕 1964年3月26日指定
- 金子山古墳出土品 〔新居浜市西の土居町〕 1988年4月19日指定 ※慈眼寺
- 川上神社古墳出土品 〔東温市南方〕 2007年2月20日指定 ※川上神社

### 歴史資料
- 坊っちゃん列車 〔松山市梅津寺町〕 1968年3月8日指定 ※伊予鉄道

### 遺跡
- 和口遺跡　愛南町

## 無形文化財
- 大洲神伝流泳法 〔大洲市大洲〕 2002年1月8日指定 ※保持団体：大洲神伝流保存会
- 砥部焼 〔砥部町五本松〕 2005年12月27日指定 ※保持者：酒井芳美

## 民俗文化財

### 有形民俗文化財
- 伊予源之丞人形頭 〔松山市古三津町〕 1959年3月31日指定 ※伊予源之丞保存会
- 大谷文楽人形頭 〔大洲市肱川町大谷〕 1959年3月31日指定 ※大谷文楽保存会
- 朝日文楽人形頭 〔西予市三瓶町朝立〕 1959年3月31日指定 ※朝日文楽保存会
- 俵津文楽人形頭 〔西予市明浜町俵津〕 1959年3月31日指定 ※俵津文楽保存会
- 鬼北文楽人形頭 〔鬼北町出目〕 1959年3月31日指定
- 御幸の橋 〔大洲市河辺村北平〕 1970年3月27日指定 ※天神社
- 伊佐爾波神社算額 〔松山市桜谷町〕 2005年12月27日指定 ※伊佐爾波神社
- 金刀比羅神社算額 〔大洲市中村〕 2005年12月27日指定 ※大洲市立博物館

### 無形民俗文化財
- 朝日文楽 〔西予市三瓶町朝立〕 1959年3月31日指定 ※朝日文楽保存会
- 俵津文楽 〔西予市明浜町俵津〕 1959年3月31日指定 ※俵津文楽保存会
- 長命講伊勢踊り 〔八幡浜市穴井〕 1963年5月31日指定 ※長命講伊勢踊り奉賛会
- 興居島の船踊り 〔松山市興居島〕 1964年3月27日指定 ※小冨士文化保存会
- 伊予源之丞 〔松山市古三津〕 1964年3月27日指定 ※伊予源之丞保存会
- 一人角力 〔今治市大三島町宮浦〕 1964年3月27日指定 ※大山祇神社
- 大谷文楽 〔大洲市肱川町大谷〕 1964年3月27日指定 ※大谷文楽保存会
- はなとりおどり 〔愛南町増田〕 1965年4月2日指定 ※花取踊り保存会
- 五反田の柱祭 〔八幡浜市五反田〕 1965年4月2日指定 ※五反田区
- お簾踊り 〔西条市丹原町田滝〕 1965年4月2日指定 ※田滝民俗芸能保存会
- 青島の盆踊り 〔大洲市長浜町青島〕 1965年4月2日指定 ※青島盆踊り保存会
- 花踊り 〔宇和島市三間町曽根〕 1965年4月2日指定 ※曽根花踊り保存会
- 清水の五つ鹿踊り 〔鬼北町清水〕 1965年4月2日指定 ※清水五つ鹿踊り保存会
- 鹿島の櫂練り 〔松山市鹿島〕 1966年4月5日指定 ※鹿島櫂練り保存会
- 大凧合戦 〔内子町五十崎〕 1966年4月5日指定 ※内子町
- 窪野の八つ鹿踊り 〔西予市城川町窪野〕 1968年3月8日指定 ※窪野八つ鹿踊り保存会
- 鐘踊り 〔四国中央市新宮町〕 1968年3月8日指定 ※鐘踊り保存会
- 大三島の神楽 〔今治市大三島町大見〕 1968年3月8日指定 ※明日神社・大見神社
- 遊子谷の七鹿踊り 〔西予市城川町遊子谷〕 1968年3月8日指定 ※遊子谷七鹿踊り保存会
- 河辺鎮縄神楽 〔大洲市肱川町山鳥坂〕 1970年3月27日指定 ※山鳥坂鎮縄神楽保存会
- いさ踊り 〔宇和島市遊子津の浦〕 1981年3月13日指定 ※津の浦自治会
- 福見川の提婆踊り 〔松山市福見川町〕 2000年4月18日指定 ※提婆踊り保存会
- 今治及び越智地方の獅子舞 〔今治市〕 2000年4月18日指定 ※各獅子舞保存会
- 三浦天満神社祭礼の練り 〔宇和島市三浦東〕 2000年4月18日指定 ※三浦天満神社総代会
- 川名津の柱松神事 〔八幡浜市川上町川名津〕 2000年4月18日指定 ※川名津神楽保存会
- 畑野の薦田踊り 〔四国中央市土居町畑野〕 2000年4月18日指定 ※畑野薦田踊り保存会
- 朝倉矢矧神社の獅子舞とにわか 〔今治市朝倉北〕 2000年4月18日指定 ※矢矧獅子保存会
- お供馬の行事 〔今治市菊間町浜〕 1965年12月24日指定 ※加茂神社
- 岡村島の弓祈祷 〔今治市関前岡村〕 2000年4月18日指定 ※弓術保存会
- 麓の楽頭 〔東温市山之内麓〕 2000年4月18日指定 ※麓組
- 川瀬歌舞伎 〔久万高原町直瀬〕 2000年4月18日指定 ※川瀬歌舞伎保存会
- 土居の御田植行事 〔西予市城川町土居〕 2000年4月18日指定 ※土居地区
- 正木の花とり踊り 〔愛南町正木〕 2000年4月18日指定 ※正木花とり踊り保存会
- 久良の能山踊り 〔愛南町久良〕 2005年12月27日指定 ※能山踊り保存会
- 藤縄神楽 〔大洲市柳沢〕 2010年2月23日指定 ※藤縄神楽保存会

## 記念物

### 史跡
- 子規堂（附埋髪塔） 〔松山市末広町〕 1948年10月28日指定
- 阿方貝塚 〔今治市阿方〕 1948年10月28日指定
- 土居構跡 〔西条市中野〕 1948年10月28日指定
- 中江藤樹の邸跡 〔大洲市大洲〕 1948年10月28日指定
- 伊予岡古墳 〔伊予市上吾川〕 1948年10月28日指定
- 甘藷地蔵 〔今治市上浦町瀬戸〕 1948年10月28日指定
- 義農作兵衛の墓 〔松前町筒井〕 1948年10月28日指定
- 高野長英の隠れ家 〔西予市宇和町卯之町〕 1948年10月28日指定
- 庚申庵 〔松山市味酒町2丁目〕 1949年9月17日指定
- 一遍上人の誕生地 〔松山市道後湯月町〕 1949年9月17日指定
- 別子銅山口屋跡 〔新居浜市西町〕 1949年9月17日指定
- 向山の古墳 〔四国中央市金生町〕 1949年9月17日指定
- 近藤篤山の旧邸 〔西条市小松町新屋敷〕 1949年9月17日指定
- 泉貨居士の墓 〔西予市野村町野村〕 1949年9月17日指定
- 日高鯨山の古墳 〔今治市馬越町2丁目〕 1950年10月10日指定
- 難波奥谷古墳 〔松山市庄奥谷〕 1950年10月10日指定
- 川上神社古墳 〔東温市南方〕 1950年10月10日指定
- 仰西渠 〔久万高原町西明神〕 1950年10月10日指定
- 高野長英築造の台場跡 〔愛南町久良〕 1950年10月10日指定
- 荏原城跡 〔松山市恵原町〕 1950年10月24日指定
- 野々瀬の古墳（七間塚古墳） 〔今治市朝倉南〕 1950年10月24日指定
- 松平定行の霊廟 〔松山市祝谷東町〕 1951年11月27日指定
- 足立重信の墓 〔松山市御幸1丁目〕 1951年11月27日指定
- 青地林宗の墓 〔松山市御幸1丁目〕 1951年11月27日指定
- 平城貝塚 〔愛南町御荘平城〕 1951年11月27日指定
- 鍵谷カナの墓 〔松山市西垣生町〕 1953年2月13日指定
- 大洲城跡 〔大洲市大洲〕 1953年2月13日指定
- 横山城跡 〔松山市麓〕 1953年2月13日指定
- 今治城跡 〔今治市通町3丁目〕 1953年10月9日指定
- 松平定政の霊廟 〔松山市祝谷東町〕 1954年11月24日指定
- 菊屋新助の墓 〔松山市木屋町2丁目〕 1955年11月4日指定
- 伊予国分尼寺塔跡 〔今治市桜井〕 1956年11月3日指定
- 経石山古墳 〔松山市桑原4丁目〕 1957年12月14日指定
- 大空・高原古墳群 〔四国中央市土居町野田〕 1957年12月14日指定
- 今治藩主の墓 〔今治市桜井〕 1959年3月31日指定
- 川田雄琴一家の墓 〔大洲市柚木〕 1959年3月31日指定
- 多伎神社古墳群 〔今治市古谷〕 1959年12月25日指定
- 東野お茶屋跡 〔松山市東野4丁目〕 1961年3月30日指定
- 船山古墳群 〔西条市小松町新屋敷〕 1962年11月1日指定
- 伊達秀宗の墓 〔宇和島市宇和津町1丁目・野川〕 1965年12月24日指定
- 朝日山古墳 〔四国中央市金田町〕 1968年3月8日指定
- 市場かわらがはな古代窯跡群 〔伊予市市場〕 1968年3月8日指定
- 大下田古墳群 〔砥部町上原町〕 1968年3月8日指定
- 伊達宗城及び夫人の墓 〔宇和島市野川〕 1969年2月12日指定
- 甘崎城跡 〔今治市上浦町甘崎〕 1976年4月16日指定
- 穴神洞遺跡 〔西予市城川町川津南〕 1976年4月16日指定
- 恵良城跡 〔松山市上難波〕 1977年4月15日指定
- 岩谷遺跡 〔鬼北町岩谷〕 1982年3月19日指定
- 中津川洞穴遺跡 〔西予市城川町古市〕 2011年3月31日指定

### 史跡・名勝
- 三滝城跡 〔西予市城川町窪野〕 1968年3月8日指定

### 名勝
- 西江寺庭園 〔宇和島市丸穂〕 1950年10月10日指定
- 西山 〔西条市丹原町古田〕 1950年10月10日指定
- 金山出石寺 〔大洲市長浜町豊茂〕 1951年11月27日指定
- 法王ケ原 〔上島町弓削下弓削〕 1953年2月13日指定
- 金砂湖及び富郷渓谷 〔四国中央市金砂町・富郷町〕 1954年11月24日指定
- 別子ライン 〔新居浜市立川山〕 1955年11月4日指定
- 鹿島 〔愛南町鹿島〕 1955年11月4日指定
- 広瀬公園 〔新居浜市上原〕 1968年3月8日指定
- 御串山 〔今治市大三島町宮浦〕 1968年3月8日指定
- 菅生山 〔久万高原町菅生〕 1968年3月8日指定
- 御三戸嶽 〔久万高原町仕出〕 1971年4月6日指定

### 天然記念物
- 鹿島のシカ 〔松山市鹿島〕 1948年10月28日指定
- 名駒のコミカン 〔今治市吉海町名駒〕 1948年10月28日指定
- 二重柿 〔宇和島市津島町岩淵〕 1948年10月28日指定
- 松山城山樹叢 〔松山市丸之内〕 1949年9月17日指定
- カブトガニ繁殖地 〔西条市海岸一帯〕 1949年9月17日指定
- 衝上断層 〔西条市丹原町湯谷口〕 1949年9月17日指定
- イヨダケの自生地 〔久万高原町露峰〕 1949年9月17日指定
- 乳出の大イチョウ 〔内子町中川〕 1949年9月17日指定
- イトザクラ及びエドヒガン 〔鬼北町内深田〕 1949年9月17日指定
- 蔵王神社のイチイガシ 〔松野町吉野〕 1949年9月17日指定
- 湿地植物 〔今治市孫兵衛作〕 1950年10月10日指定
- イチイガシ 〔内子町本川〕 1950年10月10日指定
- 逆杖のイチョウ 〔松野町蕨生〕 1950年10月10日指定
- 盛口のコミカン 〔今治市上浦町井口〕 1950年10月24日指定
- 生樹の門（クスノキ） 〔今治市大三島町宮浦〕 1951年11月27日指定
- 大イチョウ 〔西予市城川町窪野〕 1951年11月27日指定
- シイ 〔四国中央市富郷町〕 1953年2月13日指定
- イブキ 〔四国中央市富郷町〕 1953年2月13日指定
- フジ 〔四国中央市富郷町〕 1953年2月13日指定
- モウソウチク林 〔西条市丹原町高松〕 1953年2月13日指定
- カツラ 〔久万高原町杣野〕 1953年2月13日指定
- ケヤキ 〔内子町本川〕 1953年2月13日指定
- ゴトランド紀石灰岩 〔西予市城川町窪野〕 1953年2月15日指定
- 田穂の石灰岩 〔西予市城川町田穂〕 1953年10月21日指定
- カヤ 〔四国中央市富郷町〕 1954年11月24日指定
- カツラ 〔四国中央市富郷町〕 1954年11月24日指定
- ツバキ 〔四国中央市富郷町寒川山〕 1954年11月24日指定
- 城の山のイブキ自生地 〔松山市二神〕 1954年11月24日指定
- ハマユウ 〔宇和島市日振島〕 1956年7月12日指定
- 瑞応寺のイチョウ 〔新居浜市山根町〕 1956年11月3日指定
- 天満神社のクスノキ 〔西条市坂元〕 1956年11月3日指定
- 扶桑木（珪化木） 〔伊予市森大谷〕 1956年11月3日指定
- ソテツ 〔新居浜市多喜浜〕 1957年12月14日指定
- 赤石山の高山植物 〔新居浜市・四国中央市にまたがる赤石山付近一帯〕 1957年12月14日指定
- 八幡神社社叢 〔大洲市阿蔵〕 1957年12月14日指定
- 子持ち杉 〔今治市玉川町木地〕 1957年12月14日指定
- 大島の樹林 〔愛南町長崎〕 1957年12月14日指定
- 大川のクスノキ 〔四国中央市土居町上野〕 1957年12月24日指定
- 大クスノキ 〔今治市別名〕 1959年3月31日指定
- 南柿 〔松山市本谷〕 1959年3月31日指定
- 世善桜 〔内子町上川〕 1959年3月31日指定
- 矢落川のゲンジボタル発生地 〔大洲市田処から喜多山に至る〕 1959年12月25日指定
- イブキ 〔松山市宮内〕 1961年3月30日指定
- 小屋の羅漢穴 〔西予市野村町小松〕 1961年3月30日指定
- ベニモンカラスシジミ 〔東温市上林〕 1962年3月23日指定
- ハルニレ 〔大洲市東宇山〕 1964年3月27日指定
- 賀茂の大クスノキ 〔今治市菊間町佐方〕 1965年4月2日指定
- 宇和海特殊海中資源群 〔宇和島市津島町・愛南町〕 1965年4月2日指定
- エノキ 〔西条市玉之江〕 1965年12月24日指定
- お葉つきイチョウ 〔四国中央市新宮町新瀬川〕 1966年4月5日指定
- フジ 〔西条市上喜多川〕 1968年3月8日指定
- エジル石閃長岩 〔上島町岩城暮坂〕 1968年3月8日指定
- 舟形ウバメガシ 〔上島町岩城三ツ谷〕 1968年3月8日指定
- イチイガシ 〔大洲市肱川町中野〕 1968年3月8日指定
- サギソウ自生地 〔宇和島市津島町御内〕 1968年3月8日指定
- 大ウナギ 〔宇和島市津島町岩松川〕 1968年3月8日指定
- 西禅寺のビャクシン 〔大洲市手成〕 1969年2月18日指定
- 金竜寺のイチョウ 〔大洲市手成〕 1969年2月18日指定
- 森山のサザンカ 〔大洲市森山〕 1969年2月18日指定
- ソテツ 〔宇和島市津島町曽根〕 1969年2月18日指定
- 客神社の社叢 〔今治市菊間町西山〕 1970年3月27日指定
- オオムラサキ 〔今治市上浦町甘崎〕 1970年3月27日指定
- ボダイジュ 〔伊予市中山町出淵〕 1970年3月27日指定
- 須賀の森 〔伊方町三机〕 1970年3月27日指定
- シラカシ 〔大洲市河辺町北平〕 1971年4月6日指定
- 如法寺のツバキ 〔大洲市柚木〕 1977年4月15日指定
- トウツバキ 〔今治市新谷〕 1977年4月15日指定
- 客人神社のアコウ 〔西予市明浜町宮野浦〕 1977年4月15日指定
- 棹の森 〔四国中央市妻鳥町〕 1979年3月20日指定
- ウラジロガシ 〔東温市河之内〕 1979年3月20日指定
- カヤの樹叢 〔久万高原町畑野川〕 1979年3月20日指定
- ナギ 〔伊方町中浦〕 1979年3月20日指定
- 用の山のサクラ 〔大洲市河辺町北平〕 1979年9月14日指定
- 東明神のコウヤマキ 〔久万高原町東明神〕 1984年1月10日指定
- 万福寺のイヌマキ 〔愛南町深浦〕 1984年1月10日指定
- オガタマノキ 〔伊予市双海町高野川〕 1988年4月19日指定
- 石畳東のシダレザクラ 〔内子町石畳〕 2005年12月27日指定